# Liste der Baudenkmäler in Kösching
Auf dieser Seite sind die Baudenkmäler in dem oberbayerischen Markt Kösching zusammengestellt. Diese Tabelle ist eine Teilliste der Liste der Baudenkmäler in Bayern. Grundlage ist die Bayerische Denkmalliste, die auf Basis des Bayerischen Denkmalschutzgesetzes vom 1. Oktober 1973 erstmals erstellt wurde und seither durch das Bayerische Landesamt für Denkmalpflege geführt wird. Die folgenden Angaben ersetzen nicht die rechtsverbindliche Auskunft der Denkmalschutzbehörde.

## Baudenkmäler nach Gemeindeteilen

### Kösching
| Lage                                        | Objekt                                        | Beschreibung | Akten-Nr.     | Bild           |
| ------------------------------------------- | --------------------------------------------- | --- | ------------- | -------------- |
| Klausenweg 7 (Standort)                     | Katholische Kapelle Hl. Kreuz, Klausenkapelle | Kleiner Saalbau mit Steildach und Turmreiter, 1658 erbaut, 1737 barockisiert; mit Ausstattung. | D-1-76-139-4  | BW             |
| Krankenhausstraße 15, 17, 19, 21 (Standort) | Ehemaliges Schloss                            | Seit der zweiten Hälfte 19. Jahrhundert zum Krankenhaus umgebaut, heute Gesundheitspark, dreigeschossiger Zweiflügelbau mit Walmdach, 17. Jahrhundert, südwestlich angelagert Reste des Vorgängerbaus, eingeschossiger Torbau mit Walmdach, 16. Jahrhundert; Befestigungsanlage mit Ringmauer und Halbschalentürmen nördlich und westlich, Brücke und Graben im Süden, 16. Jahrhundert. | D-1-76-139-7  | BW             |
| Kugelstraße 11 (Standort)                   | Ehemaliges Kleinbauernhaus                    | Erdgeschossig, mit hohem Kniestock und Kalkplattendach, erste Hälfte 19. Jahrhundert; mit Hofmauer. | D-1-76-139-8  | BW             |
| Lentinger Feld (Standort)                   | Feldkreuz                                     | Auf Steinsockel, nördlich der Hepberger Straße im Feld, bezeichnet mit dem Jahr 1888. | D-1-76-139-2  | BW             |
| Lindenstraße 11 (Standort)                  | Friedhofskapelle                              | Mit Dachreiter, Fassadengliederung mit Figurennische über der Eingangstür, barocke Putzgliederung, 18. Jahrhundert; mit Ausstattung. | D-1-76-139-3  | BW             |
| Marktplatz 1 (Standort)                     | Rathaus                                       | Freistehender dreigeschossiger Massivbau mit Satteldach, Ädikula des Vorgängerbaus in der Hauptfassade mitverbaut, 1607, nach Brand Wiederherstellung mit neubarockem Schweifgiebel und Putzgliederung, 1911. | D-1-76-139-10 | weitere Bilder |
| Marktplatz 5 (Standort)                     | Hausfigur                                     | Madonna, wohl 17. Jahrhundert. | D-1-76-139-11 | BW             |
| Marktplatz 9 (Standort)                     | Wohnhaus                                      | Zweigeschossiger Massivbau mit barockem Schweifgiebel, 18. Jahrhundert, Fassade um 1900 überarbeitet. | D-1-76-139-12 | BW             |
| Obere Marktstraße 12 (Standort)             | Hausfigur                                     | Lebensgroß, heiliger Johann Nepomuk, 18. Jahrhundert. | D-1-76-139-14 | BW             |
| Petersweg 2 (Standort)                      | Katholische Filialkirche St. Peter            | Saalbau mit Satteldach, Chor 14. Jahrhundert, Erweiterung des Langhauses, mit Dachreiter, 1735; mit Ausstattung. | D-1-76-139-17 | BW             |
| Pfarrgasse 1 (Standort)                     | Katholische Pfarrkirche St. Mariä Himmelfahrt | Saalbau mit Doppelempore, 1717 erbaut, Turm mit Zwiebelhaube und Laterne, 1721, das quadratische Turmuntergeschoss noch spätmittelalterlich; mit Ausstattung; Seelhauskapelle Hl. Kreuz, halbrund geschlossener Saalbau, im Westen Lourdesgrotte, 1731; mit Ausstattung. | D-1-76-139-15 | weitere Bilder |
| Pfarrgasse 2 (Standort)                     | Pfarrhaus                                     | Zweigeschossiger Steilgiebelbau, barocke Putzgliederung, Anfang 18. Jahrhundert. | D-1-76-139-16 | BW             |
| Turmstraße 4 (Standort)                     | Hausfigur                                     | Heiliger Johann Nepomuk, 18. Jahrhundert. | D-1-76-139-18 | BW             |
| Untere Marktstraße 6 (Standort)             | Ehemaliges Hofmarkschloss                     | Seit dem 16. Jahrhundert Prandtenhof, im 19. Jahrhundert Rablbauernhof genannt, zweigeschossiger traufseitiger Steilgiebelbau mit Eckerkertürmen und Zwiebelhauben, Aufzugsluke, barocke Putzgliederung, nach 1632 Wiederaufbau nach Kriegszerstörung. | D-1-76-139-20 | BW             |
| Untere Marktstraße 23 (Standort)            | Wohnhaus                                      | Zweigeschossiger neubarocker Massivbau mit Schweifgiebel, Erker und seitlichem Zwerchhaus, um 1910. | D-1-76-139-22 | BW             |
| Untere Marktstraße 25 (Standort)            | Ehemaliges Gasthaus und Brauerei              | Zweigeschossiger Massivbau mit Treppengiebel, im Kern 18. Jahrhundert, mit traufseitig angebautem zweigeschossigem Querflügel, 1830. | D-1-76-139-24 | BW             |
| Untere Marktstraße 33 (Standort)            | Hausfigur                                     | 18. Jahrhundert. | D-1-76-139-25 | BW             |

### Bettbrunn
| Lage                       | Objekt                                               | Beschreibung | Akten-Nr.     | Bild           |
| -------------------------- | ---------------------------------------------------- | --- | ------------- | -------------- |
| Forststraße 12 (Standort)  | Ehemaliger Alter Pfarrhof                            | Zweigeschossiger Mansarddachbau mit Schopfwalm und barocker Putzgliederung, Ende 18. Jahrhundert/Anfang 19. Jahrhundert; Hofeinfahrt, Mitte 19. Jahrhundert, in jüngerer Zeit erneuert.                                                               | D-1-76-139-28 | weitere Bilder |
| Salvator-Ring 5 (Standort) | Katholische Pfarr- und Wallfahrtskirche St. Salvator | Gotischer Chor, Langhaus als barocker Wandpfeilerbau mit Empore, Satteldach, 1774 von Leonhard Matthäus Gießl, oktogonaler Turmaufbau und Kuppel von Jakob Engel 1681–1683; mit Ausstattung; Kapelle im Friedhof, 16. Jahrhundert, jetzt Leichenhaus. | D-1-76-139-26 | weitere Bilder |

### Kasing
| Lage                       | Objekt                             | Beschreibung | Akten-Nr.     | Bild           |
| -------------------------- | ---------------------------------- | --- | ------------- | -------------- |
| Kirchenstraße 9 (Standort) | Katholische Pfarrkirche St. Martin | Saalbau mit Satteldach und spätmittelalterlichem Chorturm, erneuert 1779, Langhaus 1735, erweitert 1954/55; mit Ausstattung; mit Friedhofsmauer, 19. Jahrhundert. | D-1-76-139-30 | weitere Bilder |

## Ehemalige Baudenkmäler
In diesem Abschnitt sind Objekte aufgeführt, die früher einmal in der Denkmalliste eingetragen waren, jetzt aber nicht mehr. Objekte, die in anderem Zusammenhang also z. B. als Teil eines Baudenkmals weiter eingetragen sind, sollen hier nicht aufgeführt werden. Aktennummern in diesem Abschnitt sind ehemalige, jetzt nicht mehr gültige Aktennummern.

| Lage                                  | Objekt     | Beschreibung | Akten-Nr.     | Bild |
| ------------------------------------- | ---------- | --- | ------------- | ---- |
| Kösching Klosterstraße ()             | Wohnhaus   | Zweigeschossiges, traufseitig stehendes Jurahaus mit Kalkplattendach, Putzgliederungen, Hofeinfahrt, 17. Jahrhundert.                | D-1-76-139-6  |      |
| Bettbrunn Salvator-Ring 12 (Standort) | Bauernhaus | Zweigeschossiger Bau, Kniestock mit barocken Lüftungsöffnungen, Kalkplattendach, Putzbandgliederungen, bezeichnet mit dem Jahr 1794. | D-1-76-139-27 | BW   |
| Kasing Hauptstraße 13 (Standort)      | Hausfigur  | Heiliger Johann Nepomuk, 18. Jahrhundert.                                                                                            | D-1-76-139-31 | BW   |

## Abgegangene Baudenkmäler
In diesem Abschnitt sind Objekte aufgeführt, die früher einmal in der Denkmalliste eingetragen waren, jetzt aber nicht mehr existieren, z. B. weil sie abgebrochen wurden. Aktennummern in diesem Abschnitt sind ehemalige, jetzt nicht mehr gültige Aktennummern.

| Lage                               | Objekt     | Beschreibung | Akten-Nr.    | Bild |
| ---------------------------------- | ---------- | --- | ------------ | ---- |
| Kösching Kugelstraße 29 (Standort) | Bauernhaus | Zweigeschossiger Satteldachbau mit hohem Kniestock und Kalkplatten, Gliederung durch Putzbänder, 18. Jahrhundert. | D-1-76-139-9 | BW   |